# Spazigaster
Spazigaster là một chi ruồi trong họ Syrphidae.